# 原田かおり (アナウンサー)
原田 かおり（はらだ かおり、1971年9月9日 - ）は、山口県を拠点に活動する日本のフリーアナウンサー。

## 来歴
山口県防府市出身。防府市立牟礼小学校、防府市立牟礼中学校、山口県立防府高等学校、徳山女子短期大学経営情報学部卒業。1985年に牟礼中が開校するまでは、防府市立国府中学校に通っていた。
2003年3月までは、エフエム山口 (FMY) の番組にも出演していたが、その後は山口放送 (KRY) の番組を中心に活動しており、同局公式サイトの「アナウンス室」には原田のプロフィールページとブログが設けられている。また、競艇関係の情報発信に携わるラジオ局女性アナウンサーのユニット「BOATRACE RADIO GIRLS」に加入しているが、そこでも山口放送代表メンバーとして名を連ねているなど、実質山口放送専属である。
また、山口ケーブルビジョン (C-able) でゴルフ番組を担当していたこともある。

## 人物
趣味は魚釣り、ゴルフ、爪磨き、ネイル。好きな言葉は野村望東尼の「住みなすものは、心なりけり」。

## 担当番組
放送局名が記されていない番組は、すべて山口放送の番組。

### テレビ番組
- 熱血テレビ（2001年4月 - ）[9]

### ラジオ番組
- KRYわくわくワイドひるらじ[1]
- 土曜いい朝おはようワイド[1]
- きららWAVE[10]
- 原田かおりのかまぼこランド[10]
- SUNDAY KISS[10]
- FMY EVENING TERMINAL（2001年10月 - 2003年3月、エフエム山口）
- ホットバザール ランチのあとで[11]
- お昼はZENKAI ラヂオな時間（2003年4月 - ）
- おはようショットゴルフざんまい[5]
- ボートレースライブ 第13回名人戦競走優勝戦 実況中継（2012年4月29日、下関ボートレース場）[12]